# シックスチェンジャー
シックスチェンジャー（sixchanger）は、『トランスフォーマーシリーズ』に登場する架空のキャラクター。日本版ではシックス一族とも呼ばれる。

## 概要
3通りの姿に変形するトリプルチェンジャーをさらに発展させて、その名の通り6通りの姿に変形するトランスフォーマーである。ただし、変形機構の多さからか、トリプルチェンジャーに比べると形態によってはディテールが粗く、記号化されたものも少なくない。
多段変形としてはこれ以前に7段変形の『無敵ロボ トライダーG7』（発売はクローバー）があるが、こちらは頭部のみの変形形態も含めた数であり、武器以外のパーツを差し替えずに変形させることが可能であるシックスショットはバンダイで発売されたマシンロボのアールジェタンの4段変形よりも変形形態が2つ多い、6段変形は同時期に販売された変形ロボットの中で最多の変形形態を誇った。
シックスチェンジャーはG1シリーズの人気キャラクターであるが、6段変形という特異さから、同じ作品に二体以上登場することはなかった。その後の『トランスフォーマー カーロボット』では同じく6段変形のギガトロン/Megatronが登場しており、アメリカ版ではギガトロンもシックスチェンジャーに含まれている。なお、『カーロボット』では、ギガトロンのパワーアップ形態として、シリーズ最多となる10段変形のデビルギガトロン/Galvatronも登場している。
シックスチェンジャーの大きな特色は、ディテールの粗さを逆手に取って想定外の形状に変形させ、それを新たな変形形態に見立てることができるということである。これにより、玩具を手にした一人一人が自分だけのオリジナルの変形形態、通称「オレ変形」を考え出すという、コンペリアンやオボメナティカス（複数の部隊の混成合体により誕生する、スクランブル合体戦士／兵士）に通じる遊び方も行われる。

## シックスチェンジャー
忍者参謀シックスショット/Sixshot（声優：池水通洋（HM）、柳沢栄治 英 - ニール・ロス（リバース）
『トランスフォーマー ザ☆ヘッドマスターズ』および『トランスフォーマー ザ・リバース』に登場。
ロボット、レーザーガン、オオカミ、ジェット機、装甲車、戦車に変形。日本版ではさらに、アニメオリジナルのウイングウルフ形態にもなり、7段変形となっている。
『トランスフォーマー スーパーリンク』にも同名のキャラが登場するものの、多段変形は行わず、戦車、軍事衛星、人型のトリプルチェンジャーとしての登場だった。
忍者騎士シックスナイト/QuickSwitch（声優：速水奨）
シックスナイトは『トランスフォーマー 超神マスターフォース』に、QuickSwitchはアニメ終了後のアメリカでの展開で登場しており、QuickSwitchはシックスショットの息子という設定である。
ロボット、ジェット機、レーザーガン、ピューマ、ドリルタンク、マリンボートに変形。
隠密参謀グレートショット（声優：池水通洋）
『戦え!超ロボット生命体 トランスフォーマーV』に登場。
ロボット、レーザーガン、ジェット機、装甲車、戦車、怪獣に変形。
玩具はシックスショットの仕様変更品で、色の他に頭部・胸部・肩部などが異なる。また、オオカミ形態は怪獣形態に変更となっており、ウイングウルフ形態はなし。

## 関連キャラクター
- セブンチェンジャー（伝説の勇者ダ・ガーン）

タカラが玩具を販売し、トランスフォーマーシリーズと関係の深い勇者シリーズ第3作『伝説の勇者ダ・ガーン』に登場。
ロボット、戦闘機、潜水艦、トレーラー、戦車、ジャガー、グリフォンの7形態に変形する。
玩具は新規のものであるが、その変形パターンの一部はシックスナイトを踏襲したものであり、その名称からもシックスチェンジャーを意識したものであることが窺える。
- 忍者刑事シャドウ丸（勇者警察ジェイデッカー）

勇者シリーズ第5作『勇者警察ジェイデッカー』に登場。
ロボット、覆面パトカー、ジェット機、警察犬、戦車、レーザー銃（ブレイブキャノン）に変形。
レーザー銃形態は玩具の説明書に記載されておらず、アニメにも終盤しか登場していないイレギュラーな形態。
玩具やデザインはシックスショットおよびグレートショットを踏襲したものであるが、色の他に頭部・胸部・肩部などが異なる。また、変形形態もロボット形態や覆面パトカー形態での翼の位置や、覆面パトカー形態のフロント部分など、シックスショットやグレートショットとは若干異なっている部分も見られる。
作中においてカゲロウという兄弟機も登場している。ロボット、翼竜、車の3形態に変形する多段変形システムのプロトタイプであり、彼の変形システムがシャドウ丸の多段変形システムの叩き台として利用されたことが本編中で語られている。